# Кастелнуово дел Гарда
Кастелнуово дел Гарда је насеље у Италији у округу Верона, региону Венето.
Према процени из 2011. у насељу је живело 5341 становника. Насеље се налази на надморској висини од 100 м.

## Становништво
| 1951. | 1961. | 1971. | 1981. | 1991. | 2001. | 2011.  |
| ----- | ----- | ----- | ----- | ----- | ----- | ------ |
| 6.143 | 6.232 | 6.841 | 7.594 | 7.911 | 8.612 | 12.199 |